# 란코시정
란코시정(일본어: 蘭越町)은 일본 홋카이도 시리베시 종합진흥국 관내의 이소야군에 속한 정이다.
이름은 아이누어의 ‘란코·소’(ランコ・ウシ, 계수나무가 많은 곳)에서 바뀐 것이다.

## 지리
시리베시 종합진흥국 관내 남서부에 위치하고 주위는 니세코 연봉 등의 산악 지대로 둘러싸인 분지를 형성하고 있으며, 정의 중앙을 도난 지방 최대의 하천인 시리베쓰강이 동서 약 30km에 걸쳐 통과해 동해로 흘러든다. 또 그 유역에 펼쳐진 평탄지는 비옥하고 경작에 적절해 여기서 생산되는 ‘란코시 쌀’은 양질의 맛으로 일본에서 호평을 얻고 있다. 기후는 비교적 온난하지만 겨울은 적설량이 많아 특별폭설지대로 지정되어 있다.

### 인접한 자치체
- 이부리 종합진흥국
  - 아부타군 도요우라정

- 시리베시 종합진흥국
  - 이와나이군 이와나이정, 교와정
  - 아부타군 굿찬정, 니세코정
  - 슷쓰군 구로마쓰나이정, 슷쓰정

## 역사
- 1872년 - 하코다테 지청의 관할로 시리베쓰촌을 포함한 4개 촌이 설치되었다.
- 1899년 5월 27일 - 시리베쓰촌이 기타시리베쓰촌과 미나미시리베쓰촌으로 분할되었다.
- 1954년 12월 1일 - 미나미시리베쓰촌을 란코시촌으로 개칭하면서 동시에 정으로 승격해 란코시정이 되었다.

## 산업
벼농사를 중심으로 한 농업이 주요 산업이다.

## 기후
| 란코시정의 기후                                              | 란코시정의 기후 | 란코시정의 기후 | 란코시정의 기후 | 란코시정의 기후 | 란코시정의 기후 | 란코시정의 기후 | 란코시정의 기후 | 란코시정의 기후 | 란코시정의 기후 | 란코시정의 기후 | 란코시정의 기후 | 란코시정의 기후 | 란코시정의 기후 |
| 월                                                           | 1월             | 2월             | 3월             | 4월             | 5월             | 6월             | 7월             | 8월             | 9월             | 10월            | 11월            | 12월            | 연간            |
| ------------------------------------------------------------ | --------------- | --------------- | --------------- | --------------- | --------------- | --------------- | --------------- | --------------- | --------------- | --------------- | --------------- | --------------- | --------------- |
| 역대 최고 기온 °C (°F)                                       | 8.7 (47.7)      | 9.7 (49.5)      | 15.0 (59.0)     | 25.2 (77.4)     | 33.1 (91.6)     | 32.7 (90.9)     | 33.7 (92.7)     | 35.4 (95.7)     | 32.1 (89.8)     | 25.9 (78.6)     | 20.7 (69.3)     | 13.6 (56.5)     | 35.4 (95.7)     |
| 일평균 최고 기온 °C (°F)                                     | −0.8 (30.6)     | 0.0 (32.0)      | 3.9 (39.0)      | 10.6 (51.1)     | 17.3 (63.1)     | 21.3 (70.3)     | 24.7 (76.5)     | 25.9 (78.6)     | 22.4 (72.3)     | 15.8 (60.4)     | 7.9 (46.2)      | 1.2 (34.2)      | 12.5 (54.5)     |
| 일일 평균 기온 °C (°F)                                       | −4.2 (24.4)     | −3.7 (25.3)     | −0.2 (31.6)     | 5.4 (41.7)      | 11.4 (52.5)     | 15.9 (60.6)     | 19.9 (67.8)     | 20.9 (69.6)     | 16.8 (62.2)     | 10.1 (50.2)     | 3.6 (38.5)      | −2.1 (28.2)     | 7.8 (46.1)      |
| 일평균 최저 기온 °C (°F)                                     | −8.2 (17.2)     | −8.1 (17.4)     | −4.8 (23.4)     | 0.0 (32.0)      | 5.7 (42.3)      | 11.4 (52.5)     | 16.1 (61.0)     | 16.8 (62.2)     | 11.7 (53.1)     | 4.8 (40.6)      | −0.5 (31.1)     | −5.6 (21.9)     | 3.3 (37.9)      |
| 역대 최저 기온 °C (°F)                                       | −24.7 (−12.5)   | −24.1 (−11.4)   | −19.2 (−2.6)    | −10.5 (13.1)    | −2.6 (27.3)     | 2.0 (35.6)      | 5.5 (41.9)      | 7.5 (45.5)      | 1.3 (34.3)      | −3.9 (25.0)     | −11.9 (10.6)    | −20.3 (−4.5)    | −24.7 (−12.5)   |
| 평균 강수량 mm (인치)                                        | 104.2 (4.10)    | 79.6 (3.13)     | 59.2 (2.33)     | 61.0 (2.40)     | 74.1 (2.92)     | 64.1 (2.52)     | 104.2 (4.10)    | 142.2 (5.60)    | 142.9 (5.63)    | 120.9 (4.76)    | 137.2 (5.40)    | 125.9 (4.96)    | 1,220.4 (48.05) |
| 평균 강설량 cm (인치)                                        | 213 (84)        | 169 (67)        | 107 (42)        | 13 (5.1)        | 0 (0)           | 0 (0)           | 0 (0)           | 0 (0)           | 0 (0)           | 0 (0)           | 53 (21)         | 194 (76)        | 746 (294)       |
| 평균 강수일수 (≥ 1.0 mm)                                     | 21.2            | 17.5            | 13.8            | 10.3            | 9.3             | 8.3             | 8.8             | 9.7             | 11.7            | 14.3            | 18.3            | 21.8            | 165             |
| 평균 강설일수 (≥ 3 cm)                                       | 21.0            | 18.1            | 13.7            | 2.0             | 0               | 0               | 0               | 0               | 0               | 0               | 5.8             | 19.4            | 80              |
| 평균 월간 일조시간                                           | 33.3            | 48.2            | 99.5            | 164.9           | 196.4           | 160.6           | 131.4           | 142.9           | 148.7           | 122.7           | 63.2            | 26.4            | 1,338           |
| 출처: 일본 기상청 (평년값: 1991년~2020년, 극값: 1977년~현재) |                 |                 |                 |                 |                 |                 |                 |                 |                 |                 |                 |                 |                 |

## 교통

### 철도
- 홋카이도 여객철도 하코다테 본선

### 도로
- 국도 5호선
- 국도 229호선(일본어판)